# HD 69830 d
HD 69830 d — экзопланета, вращающаяся вокруг оранжевого карлика HD 69830 в созвездии Корма.
Период обращения составляет 197 дней. Планета предположительно находится в обитаемой зоне.

## Открытие
Планета HD 69830 d была открыта в 2006 году.

## Орбита и масса
Орбита планеты имеет малый эксцентриситет, подобный планетам в нашей Солнечной системе. Большая полуось планеты только 0,63 а. е., что подобно Меркурию. Однако, HD 69830 — менее массивная и мощная звезда, чем Солнце, таким образом можно поместить планету в зону, пригодную для обитания. Имеет плотную атмосферу, окутывающую каменно-ледяное ядро. С учётом высокого альбедо, создаваемого плотными облаками из водяного льда, температурные условия на внешней планете могут быть близки к температурным условиям на поверхности Земли.